# Ivan Lönnberg (konstnär)
Ivan Lönnberg, född 12 november 1891 i Stockholm, död 26 april 1918 i Cachy i departementet Somme i Frankrike, var en svensk modernistisk målare.
Lönnberg kom från en kultursläkt i Östergötland. Hans mor konstnären Signe Lönnberg, gift Pettersson, hade en relation med konstnären Per Ekström, som var Ivan Lönnbergs far. Lönnberg studerade på Althins och Carl Wilhelmsons målarskolor och reste i januari 1914 till Paris. Där han kom att ingå i en grupp svenska målare i Montparnasse, vänner från studietiden i Stockholm, Siri Derkert och Ninnan Santesson samt Isaac Grünewald, Einar Jolin. Till Lönnbergs kretsar i Paris hörde också Nils Dardel, Nils Santesson och Valle Rosenberg.  När första världskriget bröt ut 1914 anmälde han sig som frivillig på fransk sida och gick med i Främlingslegionen. Han dog i tjänst 1918, ett halvår före krigsslutet, och ligger begravd på Cimetière Militaire de Marcelcave, nära Amiens, fjorton mil norr om Paris.
Lönnbergs produktion omfattar knappt 50 kända verk inklusive arbeten från konstskolor och självporträtt.  1912 hade han en utställning i Stockholm tillsammans med vännerna Sven Allström, Bertil Norén och Carl-Herman Runnström. I en minnesutställning på Rålambshofs konstgalleri 1941 visades 48 av hans verk. Ett trettiotal av hans målningar finns på Moderna museet i Stockholm. Det finns åtskilliga porträtt av Lönnberg målade av hans konstnärsvänner, exempelvis Nils Dardel. 
Lönnberg var också långdistanslöpare, en av Sveriges främsta. Han var uttagen till maratonloppet vid olympiska sommarspelen 1912 i Stockholm, men fullföljde inte loppet.

## Galleri

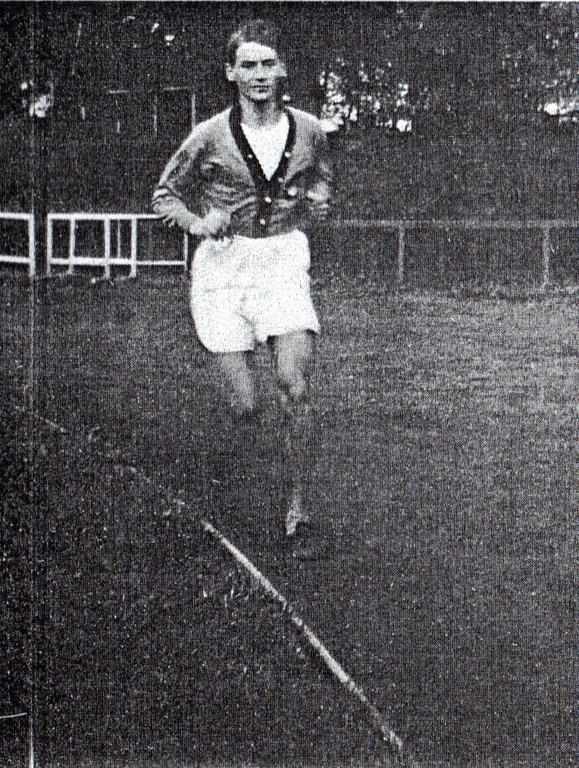
Löparen Ivan Lönnberg.
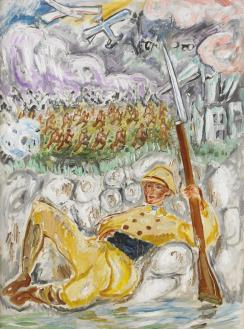
I skyttegraven av Nils Dardel, 1916.
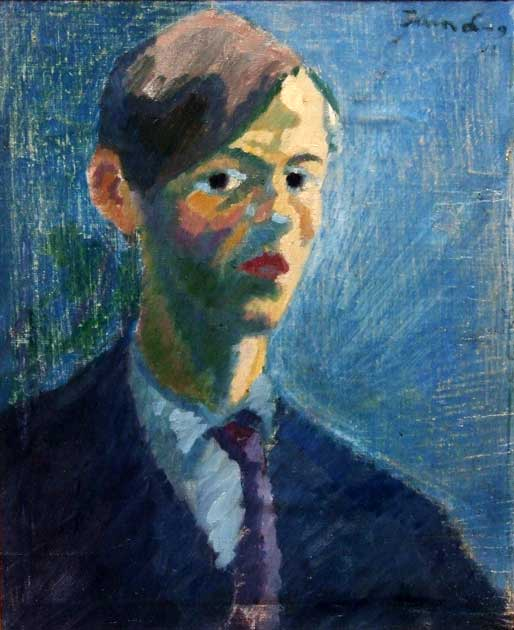
Ett av Ivan Lönnbergs självporträtt.